# ペレコープ
ペレコープ（ウクライナ語: Перекоп、ロシア語: Перекоп、クリミア・タタール語: Ор Къапы、ギリシア語: Τάφρος）は、ウクライナ本土とクリミア半島を結ぶペレコープ地峡にある村。オル・カピ要塞がある場所として知られる。ロシアの2014年クリミア連邦管区国勢調査によると、人口はロシア人403人、クリミア・タタール人213人、ウクライナ人187人など合計919人。ロシア語で перекоп とは、文字通りには「遮断溝」「横溝」を意味する廃語あるいは方言語彙である。

## 歴史
古代ではタフロス（Τάφρος）というギリシャの集落であり、ペレコープ地峡を通る溝が防御線となっていたが、15世紀から16世紀にはクリミア・ハン国のメングリ1世ギレイとその息子サヒーブ1世ギレイが新しい溝と防壁を作り、オル・カピ要塞を築き上げた。
オーストリア・ロシア・トルコ戦争中の1736年にブルクハルト・クリストフ・フォン・ミュンニヒ元帥によって強襲、占領され、1738年にはピョートル・ラッシが要塞を再び占領した上で爆破して、溝の大半を破壊した。要塞は1754年にクリム・ギレイによって再建されたが、ペレコープのギリシャ人とアルメニア人住民はペレコープから3マイル南のところで新しい集落（現アルミャーンシクにあたる）を建設した。ペレコープは露土戦争中の1771年にロシア軍に占領された後、クリミア半島全体とともに1783年にロシア帝国に併合された。
ロシア内戦中の1920年のペレコープ＝チョーンガル作戦では白軍のピョートル・ヴラーンゲリがクリミア半島から追い出されたが、同時にペレコープの町もほとんど破壊され、その12年後にはソビエト連邦がペレコープから32キロメートル南のところにクラスノペレコプスクを建設した。
第二次世界大戦中、ペレコープはクリミア戦役により、ドイツ国防軍によって1941年9月27日から1943年11月1日に占領された。1941年のドイツ軍による占領と1943年のソ連軍による再占領は、いずれもクリミア半島をウクライナから切り離すことを目的としていた。